# Пітерсбург (Теннессі)
Пітерсбург (англ. Petersburg) — місто (англ. town) в США, в округах Лінкольн і Маршалл штату Теннессі. Населення — 528 осіб (2020).

## Географія
Пітерсбург розташований за координатами 35°19′3″ пн. ш. 86°38′27″ зх. д. / 35.31750° пн. ш. 86.64083° зх. д. (35.317450, -86.640880).  За даними Бюро перепису населення США в 2010 році місто мало площу 2,44 км², уся площа — суходіл. В 2017 році площа становила 2,61 км², уся площа — суходіл.

## Демографія
Згідно з переписом 2010 року, у місті мешкали 544 особи в 217 домогосподарствах у складі 144 родин. Густота населення становила 223 особи/км².  Було 245 помешкань (101/км²).
Расовий склад населення:
| - 91,0 % — білих - 5,5 % — чорних або афроамериканців - 0,2 % — корінних американців - 1,7 % — осіб інших рас |

До двох чи більше рас належало 1,7 %. Частка іспаномовних становила 3,1 % від усіх жителів.
За віковим діапазоном населення розподілялося таким чином: 25,6 % — особи молодші 18 років, 60,1 % — особи у віці 18—64 років, 14,3 % — особи у віці 65 років та старші. Медіана віку мешканця становила 37,5 року. На 100 осіб жіночої статі у місті припадало 100,0 чоловіків;  на 100 жінок у віці від 18 років та старших — 97,6 чоловіків також старших 18 років.
Середній дохід на одне домашнє господарство  становив 40 454 долари США (медіана — 38 077), а середній дохід на одну сім'ю — 42 511 долар (медіана — 39 886). Медіана доходів становила 32 100 доларів для чоловіків та 26 328 доларів для жінок. За межею бідності перебувало 21,2 % осіб, у тому числі 47,6 % дітей у віці до 18 років та 4,3 % осіб у віці 65 років та старших.
Цивільне працевлаштоване населення становило 260 осіб. Основні галузі зайнятості: виробництво — 30,0 %, будівництво — 15,4 %, освіта, охорона здоров'я та соціальна допомога — 13,8 %.